# NGC 1431
NGC 1431 é uma galáxia lenticular (S0) localizada na direcção da constelação de Taurus. Possui uma declinação de +02° 50' 08" e uma ascensão recta de 3 horas, 44 minutos e 40,7 segundos.
A galáxia NGC 1431 foi descoberta em 6 de Setembro de 1864 por Albert Marth.